# أبيل 3411
أبيل 3411 هو عنقود مجري مذكور في فهرس أبل في مرحلة تصادم مع العنقود أبيل 3412. يقع عنقود أبيل 3411 المجري في إتجاة كوكبة القيثارة  على بعد يقدر بحوالي ملياري سنة ضوئية من الأرض وتعادل كتلتة حوالي كوادريليون كتلة شمسية.

## ثقب أسود هائل
باستخدام بيانات من مرصد تشاندرا الفضائي للأشعة السينية والعديد من المقاريب الأخرى اكتشف علماء الفلك ثوران ثقب أسود فائق الضخامة يجتاح زوج تجمع مجري في مرحلة تصادم يدعى أبيل 3411 و أبيل 3412.

## وصلات خارجية
- أيبل-3411 على موقع ويكي سكاي: DSS2, SDSS, GALEX, IRAS, Hydrogen α, X-Ray, Astrophoto, Sky Map, Articles and images